# Mutant Year Zero: Road to Eden
A Mutant Year Zero: Road to Eden egy körökre osztott taktikai szerepjáték, amelyet a svéd The Bearded Ladies stúdió fejlesztett és aFuncom adott ki. A Mutant Year Zero asztali szerepjátékon alapuló videójáték 2018 decemberében jelent meg Windowsra, PlayStation 4-re és Xbox One-ra . A játék Nintendo Switch verziója 2019. július 30-án jelent meg.

## Játékmenet
A Funcom egy izometrikus nézetű "taktikai kalandjáték"-ként aposztrofálta a játékot. A játékos három nehézségi szint közül választhat. A játékos egy három fős csapatot irányít a játék világán keresztül. Minden egyes karakternek saját képességei vannak. Selma, egy mutáns emberi karakter, a robbanószerek mestere. Dux, aki egy hibrid kacsa, egy nagy hatótávú számszeríjat hord magával. A Bormin egyik fegyvereként sörétes puskát használ. Minden karakter saját passzív, kisebb és nagyobb mutációs támadásokkal is rendelkezik, amelyek aktiválhatók a csata folyamán és testre szabhatók. A játék előrehaladtával a csapat egésze szintet lép, és új fegyvereket és felszereléseket lehet szerezni. A játékban egy képességfa és egy elágazó történet is található. A játékosok öt karakter közül választhatnak, köztük három a fent említett alap karakter és két toborozható karakter.
A játékmenet folyton váltakozik a valós idejű felfedezés és a körökre osztott taktikai harcok között. A Zone egy sor egymással összekapcsolt pálya, amelyeket a játékosok szabadon felfedezhetnek. A Zone-ban a játékosok különböző tárgyakat, törmelékeket és fegyveralkatrészeket gyűjthetnek, amelyekkel új felszereléseket és eszközöket vásárolhatnak az Ark-ban, a játék központi világában. A világ felfedezéséhez zseblámpák segítségével különböző tárgyakat lehet kiszúrni, ez azonban nemkívánatos ellenséges figyelmet vonz magával. Valós időben a játékosok feloszthatják a csapatot, és különböző taktikai pozíciókba irányíthatják őket, hogy rajtaütést hajthassanak végre. Amint a játékosok harcba szállnak, a játék a Firaxis X-COM sorozatához hasonlóan körökre osztott módra vált. Miután a játékosok befejezték a kört, a mesterséges intelligencia (MI) által irányított ellenségek mozognak és reagálnak. A játékosok lopakodva is megölhetnek egy ellenséget. Ha a többi ellenség nem észleli a játékos jelenlétét, a játékosok valós időben folytathatják a felfedezést.
A külön megvásárolható, DLC-ként elérhető Seed of Evil bővítés kibővíti a történetet és a játékteret, de nem módosítja jelentősen a játékmenetet. A meglévő képességek fejlesztését, néhány fejlett felszerelést és egy új karaktert tartalmaz.

## Fejlesztés
A játékot a svéd The Bearded Ladies fejlesztette, akik egy olyan csapat, amelyet az IO Interactive korábbi fejlesztői alapítottak. A Payday franchise tervezője, Ulf Andersson volt a játék kreatív tanácsadója. A játék a svéd Mutant Year Zero című asztali szerepjátékon alapul. Eredetileg a csapat egy nyílt világú játékot tervezett, de a csapat elvetette az ötletet, mert nem illeszkedett jól a körökre öszott harcokhoz. Terveztek permahalált és toborozható katonákat is, de ezeket eltávolították a játékból, mivel a csapat úgy gondolta, hogy ez veszélyeztetné a játék történetét. A játékosok felfedezésének megkönnyítése érdekében a környezeti történetmesélés került a csapat egyik fókuszába.
A Funcom 2018 márciusában jelentette be a játékot. A játék december 4-én jelent meg PlayStation 4-re, Xbox One-ra és Microsoft Windowsra. A játék volt része az Xbox Game Pass előfizetési programnak. A normál kiadás mellett a játékosok megvásárolhatják a Deluxe Edition-t is, amely egy könyvet, a játék eredeti zenéjét, háttérképet és egyéb tárgyakat tartalmaz. 2019 közepén megjelent egy Seed of Evil című DLC is, amely kibővítette a történetet, többek között új küldetésekkel.

## Fogadtatás
| Összegzőoldal | Értékelés                                      |
| ------------- | ---------------------------------------------- |
| Metacritic    | PC: 78/100 PS4: 76/100 XONE: 80/100 NS: 71/100 |

| Szerző                | Értékelés |
| --------------------- | --------- |
| Destructoid           | 8/10      |
| Game Informer         | 7.5/10    |
| GameSpot              | 9/10      |
| Hardcore Gamer        | 3.5/5     |
| IGN                   | 7.9/10    |
| Jeuxvideo.com         | 13/20     |
| Nintendo Life         | [ 29 ]    |
| Nintendo World Report | 7.5/10    |
| PC Gamer (US)         | 81/100    |
| Push Square           | [ 32 ]    |
| Shacknews             | 6/10      |

A játék a kritikusoktól általában pozitív kritikákat kapott a Metacritic kritika-összesítő szerint, a Switch változat azonban csak vegyes értékeléseket kapott.

## Filmadaptáció
2020 augusztusában a Pathfinder és a HaZ Films bejelentette, hogy egy egész estés animációs filmet készítenek a játék alapján. A filmet az Unreal Engine 4-gyel renderelik majd, és Hasraf Dulull lesz a rendező.

## Fordítás
Ez a szócikk részben vagy egészben  a   Mutant Year Zero: Road to Eden című angol Wikipédia-szócikk ezen változatának fordításán alapul.  Az eredeti cikk szerkesztőit annak laptörténete sorolja fel. Ez a jelzés csupán a megfogalmazás eredetét és a szerzői jogokat jelzi, nem szolgál a cikkben szereplő információk forrásmegjelöléseként.